# Mechanitis elisa
Mechanitis elisa är en fjärilsart som beskrevs av Guérin. Mechanitis elisa ingår i släktet Mechanitis och familjen praktfjärilar. Inga underarter finns listade i Catalogue of Life.